# Hermann Ströbel
Hermann Ströbel (* 5. Februar 1941 in Windsheim; † 26. April 2008 in Erfurt) war ein deutscher politischer Beamter. Von 1992 bis 2004 amtierte er als Staatssekretär im Thüringer Kultusministerium.

## Leben und berufliche Laufbahn
Ströbel absolvierte ein Studium der Neuphilologie an der Julius-Maximilians-Universität in Würzburg. Seine berufliche Laufbahn begann der Oberstudienrat als Gymnasiallehrer für Englisch und Französisch am Röntgen-Gymnasium Würzburg und Mitarbeiter im Bayerischen Staatsministerium für Unterricht und Kultus. Es folgten Stationen als Leiter eines Gymnasiums in München sowie als Abteilungsleiter im bayerischen Staatsinstitut für Schulpädagogik und Bildungsforschung.
Nach erneuter Tätigkeit im Bayerischen Kultusministerium kam Ströbel 1990 nach Thüringen und war dort zunächst als Abteilungsleiter im neu errichteten Kultusministerium tätig. Nachdem er seit Sommer 1991 bereits mit der Wahrnehmung der Geschäfte des Staatssekretärs beauftragt war, wurde er am 25. Februar 1992 zum Staatssekretär im Thüringer Kultusministerium ernannt. Am 7. Juli 2004 schied er aus diesem Amt aus.
Hermann Ströbel war verheiratet und hatte zwei Kinder.

## Ehrenämter und Ehrungen
Bis zu seinem Tod war Ströbel ehrenamtlich tätig, etwa als Vorstandsvorsitzender der Thüringer Ehrenamtsstiftung und in der Thüringer Herzstiftung.
Am 2. November 2007 wurde er insbesondere für seine Verdienste beim Aufbau des Schulwesens in Thüringen mit dem Verdienstorden des Freistaats Thüringen ausgezeichnet.